# Syriens historie
Syriens historie omfatter en periode på flere tusinde år. Landet var et tidlig midtpunkt for civilisationsudviklingen og inkluderer nogen af verdens tidligste civilisationer. Navnet Syrien (arabisk: arabisk: سورية Sūriyya) kommer fra assyrerne, som var en af mange civilisationer som periodevis herskede over blandt andet det område, som i dag er Syrien, i oldtiden. Siden blev området erobret af romerne og araberne, hvilket har bidraget til det moderne Syriens etniske og religiøse mangfoldighed, og i middelalderen blev landet udsat for en række invasioner. I fire århundrer herskede Det osmanniske rige over Syrien, men efter osmanernes nederlag i 1. verdenskrig blev Syrien sammen med nutidens Libanon omgjort til et mandatområde under Folkeforbundet, som blev forvaltet af Frankrig. I 1946 fik landet sin uafhængighed fra Frankrig, og det blev påvirket af panarabismen og den arabiske socialisme. Siden 1970 har Syrien været styret af Ba'ath-partiet under al-‘Asad-familiens ledelse, men deres styre er nylig blevet udfordret af oprøret i Syrien i 2011.

## Forhistorie
Syrien var et center for neolitisk kultur efter ca. 10.000 f.Kr og var et af stederne, hvor jordbrug og husdyrhold opstod og spredte sig fra til resten af verden. Byen Mureybet repræsenterer den neolitiske periode, mens byer som Hamoukar og Emar var vigtige under den senere neolitiske tid og bronzealderen.

## Gamle civilisationer
Området, som i dag er Syrien, blev i oldtiden domineret eller hersket over af en række forskellige folkegrupper og imperier, som inkluderede egypterne, hettitterne, hebræerne, aramæerne, fønikerne, assyrerne, perserne og hellenere. På 500-tallet før Kristus blev Syrien erobret af det persiske Akamenide-dynasti, som også indlemmede alle de omliggende områder og hele Sydvestasien i sit store rige. To århundreder senere erobrede Kongedømmet Makedonien under Aleksander den Store det persiske rige. Efter Aleksanders død blev Syrien en del af det hellenistiske Selevkidrige, som kom til at vare i flere hundrede år. Selevkidernes hovedstad var i Antiokia, som historisk set lå i Syrien men i dag ligger over grænsen mod Tyrkiet. Syrien blev udsat for hellenistisk kultur, som Antiokia blev et center for.

## Romersk og byzantinsk Syrien
Efter den oprindelige erobring gik Selevkideriget ind i en lang nedgangstid, som varede frem til den romerske erobring af dets tidligere områder. I 64 f.Kr. erobrede Pompeius Antiokia, og Syrien blev gjort til en romersk provins. Antiokia var med 500.000 indbyggere Romerrigets tredje største by efter Rom og Alexandria og var et vigtigt handels- og industricenter. Syrien var en af Romerrigets rigeste og tættest befolkede provinser og var derfor en af rigets vigtigste, særlig i det andet og tredje århundrede efter Kristus. Den romerske kejser Philip Araberen kom fra provinsen Syrien, og det samme gjorde seks paver og flere helgener.
I 300-tallet e.Kr. skete en opblomstring i det nordlige Syrien i et områder, som på den tid kaldtes Belus, men i dag kendes som Døde byer. Bosættelsernes blomstringstid begyndte i 300-tallet e.Kr. og var baseret på dyrkning og salg af oliven, vin og korn. Indtægterne fra det overvejende feudalt organiserede samfund blev investeret af de græsktalende jordejere i overdådigt udførte villaer, offentlige bygninger og frem for alt i massive kalkstenskirker. De fleste af beboerne konverterede til kristendommen i løbet af 300-tallet. I de døde byers område fandt udviklingen af det syriske kirkebyggeri sted fra den enkle kirke i landsbyerne til katedralerne i byerne. I begyndelsen af 600-tallet – endnu før den arabiske erobring – begyndte den økonomiske nedgang af grunde, der endnu kun gøres formodniger om. I de to følgende århundreder blev landsbyerne gradvist forladt. I dag findes ruinerne af de tidligere omkring 700 landsbylignende bosættelser fra senromersk og tidlig byzantinsk tid i det nordsyriske kalkstensmassiv.
Da Romerriget blev endeligt delt i det femte århundrede, blev Syrien del af det østromerske rige eller Byzantinske Rige. Fra 616 til 628 herskede den persiske sasanidehersker Khosrau 2. over Syrien, før bysantinerne generobrede den.

## Islamske riger
Islam blev grundlagt af profeten Muhammad i Arabien i begyndelsen af det 7. århundrede. Ved Muḥammads død i 632 havde muslimerne, den nye religions tilhængere, skaffet sig kontrollen over hele Arabien og forenet de arabiske stammer. Muḥammads efterfølgere oprettede Rashidun-kalifatet, og de satte i gang et århundrede med erobringer, som fik det muslimske rige til at strække sig fra Den iberiske halvø i vest til Centralasien i øst. Syrien blev erobret fra byzantinerne og deres arabiske allierede, de kristne ghassanider, fra 634 til 638 af rashidunhæren ledet af Khalid ibn al-Walid. Særlig vigtig i erobringen var den muslimske sejr i slaget ved Yarmouk. Dette lagde grundlaget for, at størstedelen af den syriske befolkning blev muslimer.
De "retledede" rashidun-kaliffer blev efterfulgt af umajjaderne, som oprettede det andet muslimske kalifat. Den første umayyadekalif, Muawiyah ibn Abi Sufyan, gjorde Dimašq til sin hovedstad, og som rigets centrum gik Syrien ind i en økonomisk blomstringsperiode. De tidlige umayyadkaliffer, som 'Abd al-Malik og al-Walid 1., byggede storslåede moskéer og paladser rundt om i Syrien, og særlig i Ḥalab og Ḥimṣ. De kristne blev også tolererede, og de holdt flere stillinger i regeringen.
I 700-tallet, under slutningen af umayyadernes styre, gik det tilbage for kalifatet, særlig på grund af et autoritært styre og korruption. I 750 blev umayyaderne styrtede af abbasiderne, som oprettede det tredje kalifat. Da abbasiderne flyttede deres hovedstad til Baġdād, blev byen den muslimske verdens centrum, hvilket gjorde Dimašq og Syrien mindre vigtig. Det var under abbasiderne, at arabisk blev det dominerende sprog, en stilling det tog over fra aramæisk og græsk.
I 887 blev Syrien erobret af de ægyptisk baserede tulunider, som havde løsrevet sig fra abbasiderne. Tuluniderne blev efterfulgte af de egyptiske ikhshidider og siden af de shiaislamiske ḥamdānider, et dynasti grundlagt af Sayf ad-Dawla fra Ḥalab.
I 1017 oprettede de persiske isma'ilittiske lærde Hamza ibn ‘Alī ibn Aḥmad druser-religionen i Egypten, og efter kort tid havde troen spredt sig til Syrien. Kalifatet slog ned på den nye tro, og i Syrien blev tusinder af drusiske religiøse ledere massakrerede i Anṭākiya og Ḥalab. De fleste drusere, som overlevede, befandt sig i Sydlibanon og Syrien. Under den følgende korsfarertid gik det bedre for druserne, og i dag er Syrien center for drusismen med i underkant af en million troende i landet, omtrent halvdelen af alle druserne.

## Fremmede invasioner
Fra 960 til omtrent 1020 satte Det byzantinske rige i gang en række modangreb mod de muslimske riger i Syrien. Flere syriske byer blev indtaget, og under Johannes 1. Tzimiskes blev hele Syrien midlertidig generobret. I anden halvdel af det 11. århundrede erobrede de tyrkiske seldsjukker et stort rige i Mellemøsten, hvilket blev afslutningen på det byzantinske Syrien. Flertallet af befolkningen fortsatte rigtignok at være kristne, hvilket skabte grundlaget for, at korsfarerne kunne rekruttere tyrkiske soldater til sine hære.
Korstogene var europæiske kristnes forsøg på at sikre de kristnes kontrol over Det hellige land fra det 11. til det 13. århundrede. De havde sit ophav i, at den byzantinske kejser Alexios 1. Komnenos bad pave Urban 2. om assistance mod seldsjukkerne, hvilket førte til koncilet i Clermont, hvor Urban 2. den 27. november 1095 startede det første korstog.
Korsfarerne havde i begyndelsen militær framgang, og dele af den syriske kyst blev længe styret af korsfarerstaten Fyrstedømmet Antiokia. I dele af nutidens Tyrkiet og Nordsyrien blev Grevskabet Edessa oprettet, men dette kom bare til at vare i 50 år, før det blev generobret af muslimerne. De shiamuslimske ekstremistiske assasinere (arabisk arabisk: حشاشين Ḥashshāshīn) var også aktive i Syrien såvel som i Iran.
Imam ad-Din Zangi erobrede Grevskabet Edessa oprettet i 1127 det tyrkisk-muslimske Zangid-dynastiet (i begyndelsen nominelt underlagt seldsjukkerne), som kom til at styre over de indre dele af Syrien og omliggende områder fra Ḥalab, hvilket førte til, at Syrien blev et center for den muslimske modstand mod korsfarerne. En af Zangis efterfølgere, Nur ad-Din Zangi, var en bitter modstander af korsfarerne.
Ayyubiderne, en sunnittisk kurdisk familie, havde oprindelig tjent som soldater under zangiderne, men under Ṣalāḥ ad-Dīn Yūsuf ibn Ayyūb (også kendt som "Saladin," kurdisk arabisk: سه‌لاحه‌دین ئه‌یوبی Selah'edînê Eyubî), som efter Nur ad-Dins død i 1174 erklærede sig sultan, gik de imod zangiderne og erobrede store dele af deres områder. Ayyibid-dynastiet var baseret i al-Qāhira, og de havde under Ṣalāḥ ad-Dīn militær fremgang mod korsfarerstaterne, for eksempel i slaget ved Hattin, og erobrede de fleste af deres områder. I dag findes Ṣalāḥ ad-Dīns grav i byen, han døde i, Dimašq. Efter Ṣalāḥ ad-Dīns død i 1193 blev riget delt, og al-Adil I blev efterhånden 'amīren af Dimašq, mens der i al-Qāhira, Ḥalab, Ḥamā, Ḥimṣ og Arabien fandtes andre ayyubide-herskere. Efter det tredje korstog i 1187-92 fik europæiske korsfarere igen kontrollen over det meste af Middelhavskysten. Senere korstog havde mindre militær succes, og i 1291 mistede europæerne Acre, deres sidste holdepunkt i Mellemøsten.
I 1206 havde Djengis Khan samlet de mongolske stammer, og hans erobringer i alle retninger skabte det mongolske kejserdømme. I løbet af kort tid havde mongolerne erobret Nordkina, Centralasien og Persien, og de pressede vest over mod Mellemøsten og Europa. I 1258 faldt Baġdād, og i 1260 nåede Hülegüs hær på 100.000 mand Ḥalab og indtog byen, mens den kristne naimanske mongolofficer Kitbuqa Noyan indtog Dimašq. Mongolerne ødelagde de ayyubiske riger med undtagelse af Ḥamā, hvor 'amīren fik herske under fremmed styre frem til 1341, og gjorde ellers stor skade på byer og irrigastionanlæg. Men i 1259 var Möngke Khan død under et felttog mod Song-dynastiet, og Hülegü måtte derfor vende tilbage til Karakorum for at deltage i valget af en ny khagan, siden Hülegü var et af Chinggis' børnebørn. Kitbuqa overtog kommandoen over de 10.000 soldater, som Hülegü lod blive tilbage, og han satte i gang angreb gennem Palæstina mod Egypten. Kitbuqa kom så langt som til Ġazzah, men den 3. september 1260 blev han besejret af mamelukkerne i slaget ved Ayn Jalut. Efter dette måtte han trække sig tilbage, og selv om mongolerne flere gange senere på 1200-tallet forsøgte at angribe Syrien, kunne de ikke holde området i mere end et par måneder. Grænsen mod det mongolske Ilkhanatet blev floden Tigris.
Etfter mongolerne blev Syrien delt mellem ayyubidriker, de tyrkiske artukider og Mameluk-sultanatet, som under Baybars skaffede sig kontrollen over Ḥimṣ og Karak.
I 1400 erobrede den tyrkisk-mongolske hersker Timur Lenk Ḥalab og Dimašq fra mamelukkerne som en del af hans mange og blodige erobringer. Timurid-dynastiet kunne der imod ikke skaffe sig varig kontrol over det, som nu er i Syrien, med undtagelse af et område i nordøst.

## Det osmanske Syrien
I 1400-tallet havde europæerne fundet søvejen til Indien og Østasien således, at landvejen, som gik gennem Syrien, blev mindre vigtig. I 1516-1517 angreb og erobrede det tyrkiske osmanniske rige Mameluk-sultanatet, og dermed blev også Syrien til en del af det osmanniske rige. I de fire århundrer under osmannerne var Syrien i stor grad isoleret fra og ignoreret af andre dele af verden, og det var ikke før i 1960-erne, at landet igen fik en lige så stor befolkning, som det havde haft i antikken. Forsøg på at genopbygge Syrien efter mongolernes ødelæggelser var mislykkede, og området forblev fattigt.
Fra 1860-tallet begyndte den arabiske nationalisme sagte at udvikle sig i intellektuelle miljøer i Egypten og Syrien. De tidlige forfattere konscentrerede sig mest om hvordan, arabisk og tyrkisk afveg fra den rette udførelse af islam havde forårsaget den islamske verdens tilbagegang til fordel for Vesteuropa, og det osmanniske rige mødte kritik fra disse intellektuelle. Forestillingen om et "fædreland" begyndte at udvikle sig, men det var ikke nødvendigvis et "arabisk fædreland", der var tale om. Arabisme fik stadig større betydning, men bevægelsen mødte modstand fra kristne libanesere, som ikke ønskede at være del af et osmansk "Storsyrien," men hellere ville blive uafhængige.
Den moderne arabiske nationalisme udviklede sig i begyndelsen af 1900-tallet, og den kom til at stå stærkest i Syrien, men man ville først ikke have en egen arabisk stat men hellere større selvstyre under osmannerne, og bevægelsen blev ingen massebevægelse. Under 1. verdenskrig var Storbritannien i krig med det osmanniske rige, og de fremmede den arabiske nationalisme for at skaffe sig nye allierede mod tyrkerne, og som tak for hjælpen mod tyrkerne lovede de at hjælpe araberne med at oprette en uafhængig arabisk stat. I 1916 startede Šarīf Ḥusayn bin ‘Alī af Makkah araberopstanden. Oprøret startede i Hijaz, men spredte sig til Palæstina og Syrien, og med allieret hjælp lykkedes det dem at besejre osmannerne.
I 1920 blev Det arabiske kongedømme Syrien, som her er blevet regnet som den første moderne arabiske stat, oprettet i det tidligere osmanniske Syrien. Šarīf Ḥusayns søn, Fayṣal ibn Ḥusayn (senere konge af 'Irak), som var en af heltene fra araberopstanden, blev gjort til konge, mens Hashim al-Atassi blev statsminister, men det uafhængige kongedømme kom til at blive kortvarigt.

## Det franske mandat
Det viste sig, at briterne og franskmændene havde deres egne interesser i Mellemøsten, og under krigen havde de indgået den hemmelige Sykes-Picot-aftale, hvor det tidligere osmanniske Mellemøsten blev inddelt i britiske og franske interesseområder.
I 1920 invaderede franskmændene Syrien, og således begyndte den fransk-syriske krig. Kong Fayṣal indså, at modstand mod de bedre udstyrede franskmænd var nytteløs, og han flygtede derfor til det britisk styrede Transjordan, mens hans forsvarsminister Yusuf al-‘Aẓmah nægtede at lade franskmændene okkupere landet uden at møde væbnet modstand, og den 23. juni 1920 blev han dræbt og besejret sammen med sin underlegne hær af franskmændene i slaget om Khan Maysalun.
Franskmændene oprettede så Syrien-Libanon-mandatet, som var et mandat under Folkeforbundet, hvor Frankrig skulle styre området indtil, at det var klar til uafhængighed. Mandatet bestod af nutidens Libanon, Syrien og Hatay (som blev uafhængigt i 1938 og siden en del af Tyrkiet), og det var inddelt i seks stater. Franskmændene forsøgte at modernisere området ved at mindske de traditionelle eliters stilling og mindske islams indflydelse for således at forøge sin egen kontrol. Dette førte til det store syriske oprør fra 1925 til 1927, startet af druseren Sulṭan al-Aṭraš. Oprøret blev den første massebevægelse mod fremmed styre i regionen, men med forstærkninger fra Senegal og Marokko og med bedre våben lykkedes det franskmændene at slå oprøret ned.
I september 1936 forhandlede franskmændene og syriske nationalister frem en uafhængighedsaftale, og Hashim al-Atassi var den første præsident, som blev valgt under den nye grundlov. Alligevel førte aftalen ikke til syrisk uafhængighed, for den franske nationalforsamling nægtede at godkende den.
Efter slaget om Frankrig i 1940 blev landet okkuperet af Nazi-Tyskland. Syrien-Libanon kom som de fleste andre franske kolonier under Vichy-Frankrigs kontrol. I juni 1941 invaderede australske, britiske og frie franske styrker Syrien og Libanon, og efter lidt mere end én måned havde de i felttoget i Syrien og Libanon besejret de Vichy-lojale styrker og skaffet sig kontrollen over mandatet. Samme år erklærede de frie franske styrker Syrien begrænset "uafhængig," men det var ikke før den syriske nationalforsamling den 30. november 1943 fjernede grundlovens paragraf 116, som gav Frankrig veto over alle beslutninger, at Syrien fik en virkelig uafhængighed. Dette faldt sammen med en lignende beslutning i Libanon den 8. november, og Frankrig kunne ikke intervenere militært på grund af britisk okkupation. Den 1. januar 1944 frasagde de frie franske styrker sig sine tilbageværende rettigheder i Syrien. De sidste franske styrker forlod Syrien i april 1946 efter britisk pres, og magten blev overtaget af en republikansk regering.

## Den tidlige uafhængighed
I 1945 blev Syrien medlem af FN og Den Arabiske Liga, men til trods for en hurtig økonomisk udvikling i de første tiår som uafhængig stat var det nye Syrien et politisk ustabilt land. Efter det militære nederlag mod Israel i 1949 gennemførte Ḥusni az-Za‘im det, som er blevet beskrevet som den arabiske verdens første militærkup. Efter dette fulgte flere nye statskup og perioder med militært styre. Parlamentet mistede sin betydning og blev domineret af landejere og sunnitiske urbane eliter. Kun lidt blev gjort for at forbedre situationen for majoritetsbefolkningen af bønder. Efter Suezkrisen i 1956 blev der erklæret undtagelsestilstand i Syrien.
Under den kolde krig allierede Syrien sig med SSSR og blev også påvirket af nasserismen fra Egypten. Fra 1958 til 1961 blev Syrien forsøgt forenet med Egypten i Den forenede arabiske republik, men dette projekt blev ingen succes. Et senere forsøg på union med Egypten (1972–80) og Libyen (1972–77) blev også mislykket.
Syrien modsatte sig oprettelsen af staten Israel i Palæstinamandatet og har anerkendt Staten Palæstina men ikke Israel (og i modsætning til Israels to andre større arabiske nabolande, Egypten og Jordan, har Syrien ingen fredsaftale med Israel). Sammen med andre arabiske lande og grupperinger har Syrien udkæmpet fire større krige med Israel: Den arabisk-israelske krig 1948, seksdageskrigen, Yom Kippur-krigen og Libanon-krigen 1982 (en del af Den libanesiske borgerkrig), desuden udmattelseskrigen og flere andre træfninger. Disse krige har i hovedsagen været militære nederlag, og den arabisk-israelske konflikt er langt fra løst. Som et resultat af an-nakba, "Katastrofen" i 1948, bor der i dag ca. 500.000 palæstinensiske flygtninge i Syrien, som Israel har nægtet retten til at vende tilbage. Mellem 10.000 og 25.000 syriske jøder flygtede også fra Syrien til Israel. Siden seksdageskrigen i 1967 har Israel også okkuperet Golanhøjderne, som af det internationale samfund er blevet regnet som en del af Syrien.

## Syrien under Baʿaṯ-partiet
Den 8. marts 1963 gennemførte Ba'ath-partiet støttet af hæren, marinen og flyvevåbnet et statskup mod regeringen Naẓim al-Qudsi. Luay al-Atassi blev gjort til statsminister, og den nye regering blev domineret af baʿaṯister. Der opstod efterhånden en konflikt mellem ekstremistiske militære baʿaṯister og mere moderate civile partimedlemmer, hvilket afspejledes ved tilbagetrækningen af styrkerne, man havde sendt for at støtte PLO under sorte september i Jordan i 1970.
Efter en militær "korrigerende" revolution den 13. november 1970 kom baʿaṯisten Ḥāfiẓ al-ʾAsad til magten. Al-ʾAsad og hans støttespillere var alawitter, en shiamuslimsk minoritet i Syrien, og de blev udfordrede af medlemmer af det muslimske broderskab, som fra 1976 til 1982 udkæmpede det islamiske oprør i Syrien. Så mange som 40.000 til 80.000 kan være blevet dræbt i oprøret, som blev slået ned efter den blodige massakre i Ḥamā i februar 1982, hvor mellem 10.000 og 40.000 blev dræbt.
I Syriens naboland Libanon udbrød der i 1975 en langvarig borgerkrig, hvor Syrien kom til at spille en vigtig rolle. Syrien intervenerede først i 1976 til fordel for de maronittiske kristne, hvis libanesiske front var ved at blive besejret. I 1978, samme år som Israel først blev involveret i krigen, byttede Syrien side til fordel for Den libanesiske nationalbevægelse. Syrien okkuperede store dele af Libanon fra 1976 til 2005, femten år efter at borgerkrigen blev afsluttet med Taif-aftalen i 1990, mens Israel okkuperede den sydlige del af landet. De syriske styrker og Syriens informationstjeneste blev beskyldt for forbrydelser og politisk drab (på blandt andet Rafiq Hariri) i Libanon.
Syrien har under al-ʾAsad haft et modsætningsforhold til Irak, da landet blev styret af Ba'ath-partiet ledet af Ṣaddām Ḥusayn. I 1980 indgik Syrien en venskabsaftale med SSSR, mens landet siden indgik på Kuwait og USAs side i Golfkrigen mod Irak i 1991. Senere modsatte Syrien sig USAs invasion af Irak i 2003.
I 2000 døde Ḥāfiẓ al-ʾAsad. Hans ældste søn og tiltænkte efterfølger Basil al-ʾAsad var død i en bilulykke i 1994, og før han døde, havde Ḥāfiẓ al-ʾAsad givet sin anden søn Baššār al-ʾAsad intensiv militær og politisk træning således, at han var i stand til at efterfølge faderen som landets præsident. Først støttede Baššār al-ʾAsad politiske reformer i perioden, som er blevet kendt som Damaskusvåren, men han mødte snart modstand fra sine støttespillere, og den politiske undertrykkelse af oppositionelle blev genoptaget.
I december 2010 startede et oprør mod diktatoren Zayn al-‘Ābidīn bin ‘Alī i Tunesien. Dette blev starten på en revolutionsbølge i Den arabiske verden, som blev kendt som Det arabiske forår. I januar 2011 nåede denne Syrien, og i maj udviklede demonstrationerne sig til oprøret i Syrien i 2011. Baššār al-ʾAsad slog hårdt ned på oprøret, som endnu i januar 2012 fremdeles pågik med udbredt brug af vold mod demonstranterne. Hidtil er mindst 5.000 blevet dræbt, både demonstranter og syriske sikkerhedsstyrker. Under oprøret oprettede oppositionen en fri syrisk hær, og det syriske nationalråd fik nyt liv som oppositionens regering.